# الأخ الكبير (فلم)
الأخ الكبير، فيلم سينمائي مصري أبيض وأسود، إنتاج عام 1958، بطولة فريد شوقي، أحمد رمزي، هند رستم وإخراج فطين عبد الوهاب.

## تمثيل
- فريد شوقي
- هند رستم
- أحمد رمزي
- فردوس محمد
- محمد توفيق
- فريدة فهمي

## وصلات خارجية
- مقالات تستعمل روابط فنية بلا صلة مع ويكي بيانات